# 埃雷迪亚省
埃雷迪亞省（西班牙語：Provincia de Heredia）是哥斯达黎加中北部的一个省，北以聖胡安河與尼加拉瓜相望。面積2,657平方公里。2003年人口378,681人。首府埃雷迪亞。
下分10縣。
1. ↑  . hdi.globaldatalab.org.   [2018-09-13]. （原始内容存档于2018-09-23） （英语）.